# Елово (Еловский район)
Елово — село в Пермском крае, административный центр Еловского района и Еловского сельского поселения.
Расположено на левом берегу реки Кама (Воткинское водохранилище) в 130 км к юго-западу от Перми. С трёх сторон окружено акваторией водохранилища.

## История
Впервые упоминается в 1646 году как «починок на Еловом». Имеется церковь Петра, Павла (1891—1900).
В 1962-71 годах из-за строительства Воткинского водохранилища часть села была затоплена и перенесена (всего 258 домов).
4 ноября 1965 года Указом Президиума ВС РСФСР был образован Еловский район с центром в селе Елово

## Население
| 1926  | 1959  | 1970  | 1979  | 1989  | 2002  | 2010  |
| ----- | ----- | ----- | ----- | ----- | ----- | ----- |
| 1189  | ↗3535 | ↗3549 | ↗4830 | ↗5612 | ↗5712 | ↘5334 |
| 2018  | 2021  |       |       |       |       |       |
| ↘4910 | ↘4844 |       |       |       |       |       |

## Экономика
В селе действовали маслосыркомбинат, хлебозавод, рыбзавод и другие предприятия.

## СМИ
Выходит газета «Искра Прикамья».